# Wilhelmine Schirmer-Pröscher

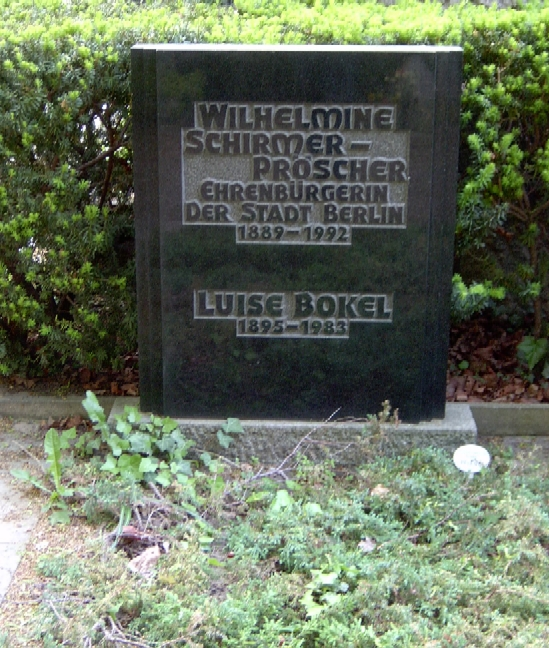
Nagrobek Wilhelmine Schirmer-Pröscher w Berlinie

Wilhelmine Schirmer-Pröscher (ur. 9 lipca 1889 w Gießen, zm. 2 marca 1992 w Berlinie) – niemiecka (NRD) działaczka polityczna, deputowana do Izby Ludowej.

## Życiorys
Od 1919 mieszkała w Berlinie, gdzie działała w szeregach Niemieckiej Partii Demokratycznej (Deutsche Demokratische Partei, DDP). Po wojnie współtworzyła Liberalno-Demokratyczną Partię Niemiec, z ramienia której zasiadała od 1949 w Izbie Ludowej. W latach 1954–1963 pełniła funkcję wiceprzewodniczącej Izby, a od 1971 była seniorką parlamentu (zasiadała jeszcze w IX kadencji, 1986–1990, wchodząc w skład Prezydium). Z racji sprawowanych funkcji była „skoszarowana” w partyjno-rządowym osiedlu kierownictwa NRD wokół Majakowskiring w Berlinie-Pankow.
W 1989 z okazji 100-lecia urodzin otrzymała tytuł honorowej obywatelki Berlina Wschodniego. Po zjednoczeniu Niemiec i przeglądzie listy honorowych obywateli Berlina znalazła się w gronie osób, którym tytuł odebrano (miało to miejsce już po jej śmierci).
Pochowana na cmentarzu Dorotheenstadt w Berlinie (Dorotheenstädtischer Friedhof).